# 鮮于乞
鮮于乞（？—385年），十六國時期起事君主。原為丁零部落首領翟真的司馬。翟真背叛后燕，与前秦军密谋，事泄后翟真率所部逃走，至行唐（今中国河北省行唐县）。
385年四月，鮮于乞殺翟真及翟氏族人，自立為趙王。不久，鮮于乞又被丁零部眾翟真的堂弟翟成所殺。